# Масакари
Масакари (японски: 鉞) е древно японско оръжие. Тази бойна брадва е използвана от ямабушите, воините монаси. Тя е направена от желязно острие, обратната страна на което има шип, прикачено към дървена дръжка. Масакарито тежи 4 kg и е дълго 120 cm.
Други значения:
Често срещано име в японските анимационни филми, отнасящи се за роботи или още така нареченият жанр Меха.